# Adrastus axillaris

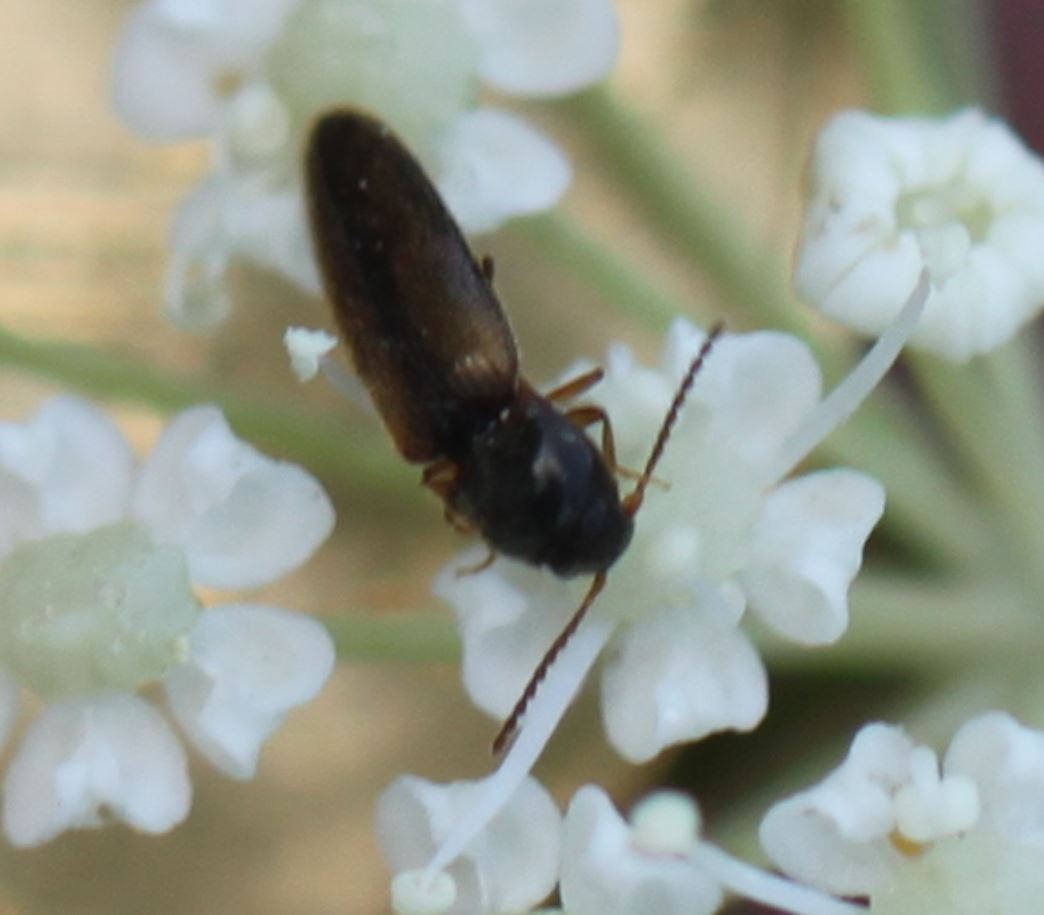

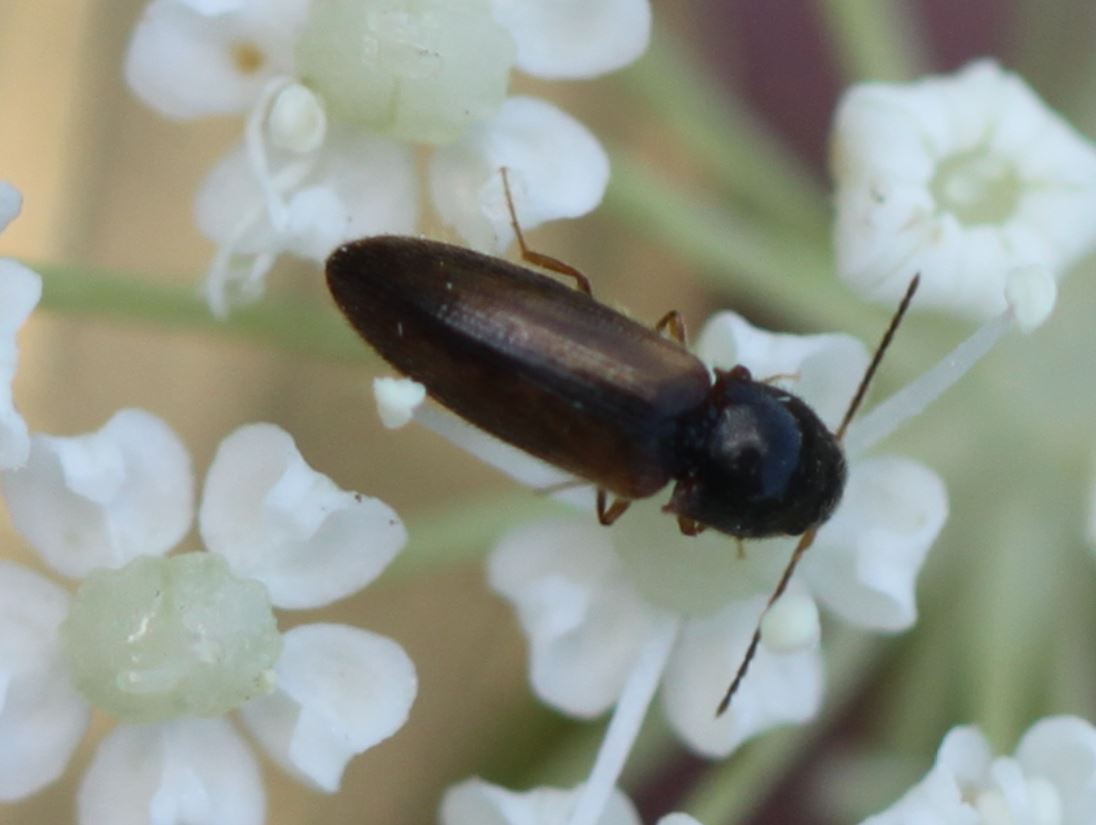

Adrastus axillaris ist ein Schnellkäfer aus der Unterfamilie der Elaterinae.

## Merkmale
Die schlanken Schnellkäfer erreichen eine Körperlänge von 4,2–6 mm. Sie besitzen eine schwarze oder schwarzbraune Grundfarbe. Der gewölbte Halsschild ist meistens breiter als seine Seitenlänge. Die Vorder- und Hinterecken des Halsschilds sind gelbrot gefärbt. Außerdem sind Fühlerbasis und Beine gelbrot gefärbt. Die Femora können auch dunkler ausfallen. Die Flügeldecken sind bräunlich-gelb gefärbt und weisen gewöhnlich einen dunklen Nahtsaum sowie einen dunklen Seitenrand auf. Die Färbung und deren Ausmaß sind jedoch variabel.

## Ähnliche Arten
Die Arten der Gattung Adrastus sehen sich sehr ähnlich und können farblich variieren.
- Adrastus pallens – Fühler sind gewöhnlich vollständig gelbbraun gefärbt

## Verbreitung
Das Verbreitungsgebiet von Adrastus axillaris erstreckt sich über Mittel- und Osteuropa. Das Vorkommen reicht im Osten bis auf die Halbinsel Krim und nach Kleinasien. In Deutschland fehlt die Art im Norden.

## Lebensweise
Man findet die Käfer hauptsächlich an Flussauen, auf Feuchtwiesen oder in Heckenbiotopen. Sie besuchen die Blüten verschiedener Doldenblütler wie Berg-Haarstrang oder Bärenklau, aber auch die des Kriechenden Hahnenfußes. Man beobachtet die adulten Käfer gewöhnlich in den Monaten Juni und Juli. Die Larven ernähren sich von den Wurzeln krautiger Pflanzen.